# Mazidło Wiśniewskiego

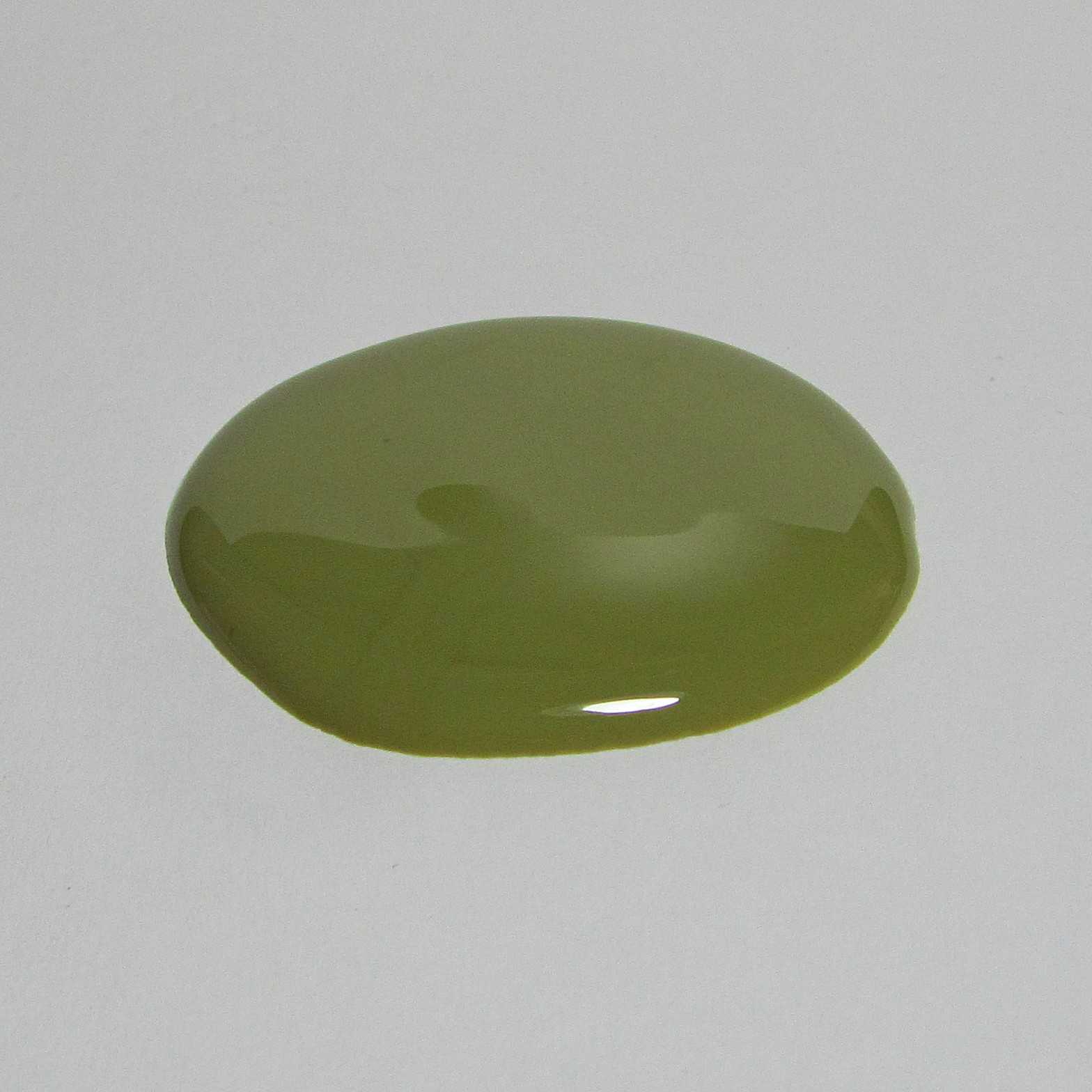
Mazidło Wiśniewskiego

Mazidło Wiśniewskiego (łac. olimentum Wishnevsky, linimentum balsamicum Wishnevsky, ros. мазь Вишневского) – preparat leczniczy w formie mazidła do użytku zewnętrznego jako środek przeciwbakteryjny, ściągający i przyspieszający regenerację tkanek. Zostało opracowane przez rosyjskiego i radzieckiego chirurga Aleksandra Wiszniewskiego i używane powszechnie przez Armię Czerwoną podczas II wojny światowej.
Przeprowadzone badanie kliniczne nie potwierdziło jego skuteczności jako środka antybakteryjnego. Przewlekłe stosowanie mazidła Wiśniewskiego związane jest natomiast ze zwiększonym ryzykiem nowotworów złośliwych przede wszystkim skóry i układu krwiotwórczego.
Mazidło Wiśniewskiego nie jest dopuszczone do obrotu aptecznego w Polsce jako lek gotowy (2016) i może być wykonywane jedynie w aptekach jako lek recepturowy.

## Skład
Oryginalny, rosyjski skład mazidła Wiśniewskiego:
- kseroform 3,0 g
- dziegieć brzozowy 3,0 g
- olej rycynowy do 100 gramów

Skład mazidła może mieć zmodyfikowane proporcje składników; ponadto kseroform może być zastąpiony dermatolem, a dziegieć brzozowy dziegciem sosnowym.